# Хосе Антоніо Сальгеро
Хосе Антоніо Сальгеро (ісп. José Antonio Salguero, нар. 25 січня 1960, Фуенте-де-П'єдра) — іспанський футболіст, що грав на позиції захисника.
Виступав, зокрема, за клуби «Реал Мадрид» та «Севілья», а також молодіжну збірну Іспанії.
Дворазовий чемпіон Іспанії. Володар Кубка Іспанії. Дворазовий володар Кубка УЄФА. 

## Клубна кар'єра
Народився 25 січня 1960 року в місті Фуенте-де-П'єдра. Вихованець футбольної школи клубу «Малага». Дорослу футбольну кар'єру розпочав 1978 року в основній команді того ж клубу, в якій провів два сезони, взявши участь у 22 матчах чемпіонату.
Другий з цих сезонів команда проводила у Ла-Лізі, виступами в якій молодий захисник привернув увагу керівництва мадридського «Реала», гравцем якого став 1980 року. Перші два сезони провів у команді дублерів королівського клубу «Реал Мадрид Кастілья», а з 1982 року почав залучатися до основної команди. Відіграв за «Реал» шість сезонів своєї ігрової кар'єри. За цей час двічі виборював титул чемпіона Іспанії, став володарем Кубка Іспанії і дворазовим володарем Кубка УЄФА. Утім протягом усіх цих років був здебільшого гравцем запасу
1987 року уклав контракт з клубом «Севілья», у складі якого провів наступні п'ять років своєї кар'єри гравця. У «Севільї» вже був безумовним основним гравцем захисту команди.
Завершив професійну ігрову кар'єру у друголіговій «Мериді», за команду якої виступав протягом 1992—1995 років.

## Виступи за збірну
Протягом 1980–1981 років залучався до складу молодіжної збірної Іспанії. На молодіжному рівні зіграв у 7 офіційних матчах.

## Статистика виступів
| Сезон                            | Команда                          | Чемпіонат                        | Чемпіонат | Чемпіонат | Національний кубок | Національний кубок | Національний кубок | Континентальні кубки | Континентальні кубки | Континентальні кубки | Інші змагання | Інші змагання | Інші змагання | Усього | Усього | Усього |
| Сезон                            | Команда                          | Ліга                             | Ігор      | Голів     | Ліга               | Ігор               | Голів              | Ліга                 | Ігор                 | Голів                | Ліга          | Ігор          | Голів         | Ігор   | Голів  |        |
| -------------------------------- | -------------------------------- | -------------------------------- | --------- | --------- | ------------------ | ------------------ | ------------------ | -------------------- | -------------------- | -------------------- | ------------- | ------------- | ------------- | ------ | ------ | ------ |
| 1978–79                          | «Малага»                         | СД                               | 5         | 0         | КІ                 | 0                  | 0                  |                      | -                    | -                    |               | -             | -             | 5      | 0      |        |
| 1979–80                          | «Малага»                         | ПД                               | 17        | 1         | КІ                 | 0                  | 0                  |                      | -                    | -                    |               | -             | -             | 17     | 1      |        |
| Усього за «Малагу»               | Усього за «Малагу»               | Усього за «Малагу»               | 22        | 1         |                    | 0                  | 0                  |                      | -                    | -                    |               | -             | -             | 22     | 1      |        |
| 1980–81                          | «Реал Мадрид Кастілья»           | СД                               | 37        | 1         | КІ                 | 0                  | 0                  | КВК                  | 2                    | 0                    |               | -             | -             | 39     | 1      |        |
| 1981–82                          | «Реал Мадрид Кастілья»           | СД                               | 31        | 2         | КІ                 | 0                  | 0                  |                      | -                    | -                    |               | -             | -             | 31     | 2      |        |
| Усього за «Реал Мадрид Кастілья» | Усього за «Реал Мадрид Кастілья» | Усього за «Реал Мадрид Кастілья» | 68        | 3         |                    | 0                  | 0                  |                      | 2                    | 0                    |               | -             | -             | 70     | 3      |        |
| 1981–82                          | «Реал Мадрид»                    | ПД                               | 1         | 0         | КІ                 | 0                  | 0                  |                      | -                    | -                    |               | -             | -             | 1      | 0      |        |
| 1982–83                          | «Реал Мадрид»                    | ПД                               | 14        | 2         | КІ                 | 0                  | 0                  | КВК                  | 5                    | 1                    | СІ+КЛ         | 1+6           | 0             | 26     | 3      |        |
| 1983–84                          | «Реал Мадрид»                    | ПД                               | 8         | 1         | КІ                 | 0                  | 0                  | КУЄФА                | 1                    | 0                    |               | -             | -             | 9      | 1      |        |
| 1984–85                          | «Реал Мадрид»                    | ПД                               | 18        | 2         | КІ                 | 0                  | 0                  | КУЄФА                | 6                    | 0                    | КЛ            | 2             | 0             | 26     | 2      |        |
| 1985–86                          | «Реал Мадрид»                    | ПД                               | 14        | 1         | КІ                 | 0                  | 0                  | КУЄФА                | 7                    | 0                    | КЛ            | 2             | 0             | 23     | 1      |        |
| 1986–87                          | «Реал Мадрид»                    | ПД                               | 28        | 1         | КІ                 | 0                  | 0                  | КЧ                   | 4                    | 0                    |               | -             | -             | 32     | 1      |        |
| Усього за «Реал Мадрид»          | Усього за «Реал Мадрид»          | Усього за «Реал Мадрид»          | 83        | 7         |                    | 0                  | 0                  |                      | 23                   | 1                    |               | 11            | 0             | 117    | 8      |        |
| 1987–88                          | «Севілья»                        | ПД                               | 38        | 1         | КІ                 | 0                  | 0                  |                      | -                    | -                    |               | -             | -             | 38     | 1      |        |
| 1988–89                          | «Севілья»                        | ПД                               | 29        | 1         | КІ                 | 0                  | 0                  |                      | -                    | -                    |               | -             | -             | 29     | 1      |        |
| 1989–90                          | «Севілья»                        | ПД                               | 37        | 3         | КІ                 | 0                  | 0                  |                      | -                    | -                    |               | -             | -             | 37     | 3      |        |
| 1990–91                          | «Севілья»                        | ПД                               | 38        | 3         | КІ                 | 0                  | 0                  | КУЄФА                | 4                    | 0                    |               | -             | -             | 42     | 3      |        |
| 1991–92                          | «Севілья»                        | ПД                               | 36        | 4         | КІ                 | 0                  | 0                  |                      | -                    | -                    |               | -             | -             | 36     | 4      |        |
| Усього за «Севілья»              | Усього за «Севілья»              | Усього за «Севілья»              | 178       | 12        |                    | 0                  | 0                  |                      | 4                    | 0                    |               | -             | -             | 182    | 12     |        |
| 1992–93                          | «Мерида»                         | СД                               | 37        | 3         | КІ                 | 4                  | 0                  |                      | -                    | -                    |               | -             | -             | 41     | 3      |        |
| 1993–94                          | «Мерида»                         | СД                               | 37        | 3         | КІ                 | 6                  | 5                  |                      | -                    | -                    |               | -             | -             | 43     | 8      |        |
| 1994–95                          | «Мерида»                         | СД                               | 30        | 1         | КІ                 | 4                  | 0                  |                      | -                    | -                    |               | -             | -             | 34     | 1      |        |
| Усього за «Мериду»               | Усього за «Мериду»               | Усього за «Мериду»               | 104       | 7         |                    | 14                 | 5                  |                      | -                    | -                    |               | -             | -             | 118    | 12     |        |
| Усього за кар'єру                | Усього за кар'єру                | Усього за кар'єру                | 455       | 30        |                    | 14                 | 5                  |                      | 29                   | 1                    |               | 11            | -             | 509    | 36     |        |

## Титули і досягнення
- Чемпіон Іспанії (2):

«Реал Мадрид»: 1985-1986, 1986-1987
- Володар Кубка Іспанії (1):

«Реал Мадрид»: 1981-1982
- Володар Кубка іспанської ліги (1):

«Реал Мадрид»:  1985
- Володар Кубка УЄФА (2):

«Реал Мадрид»: 1984-1985, 1985-1986